# Marvin Egho
Marvin Egho (* 9. května 1994, Vídeň, Rakousko) je rakouský fotbalový útočník a bývalý mládežnický reprezentant s nigerijskými kořeny, od srpna 2018 hráč klubu Randers FC. Hraje převážně na pravém křídle.

## Klubová kariéra
- SV Donau Wien (mládež)
- FC Stadlau (mládež)
- →  SC Obersiebenbrunn (mládež)
- SC Wiener Neustadt (mládež)
- →  FK Austria Wien (mládež)
- →  FC Stadlau (mládež)
- SR Donaufeld Wien 2011–2014
- →  Rapid Vídeň B (hostování) 2013–2014
- FC Admira Wacker Mödling 2014–2016
- →  SC Wiener Neustadt (hostování) 2016
- SV Ried 2016–2017
- FC Spartak Trnava 2017–

Egho vystřídal v mládežnických letech v Rakousku několik klubů. V profesionální kopané debutoval v létě 2014 v dresu klubu FC Admira Wacker Mödling proti Wolfsberger AC. Na jaře 2016 hostoval v mužstvu SC Wiener Neustadt. V sezóně 2016/17 byů hráčem týmu SV Ried.
V červenci 2017 se stal hráčem slovenského prvoligového klubu FC Spartak Trnava, do týmu si jej vybral srbský trenér Nestor El Maestro. Egho podepsal smlouvu na dva roky.

## Reprezentační kariéra
V roce 2015 odehrál 3 zápasy v dresu rakouské reprezentace U21.